# Pararaphidoglossa invenusta
Pararaphidoglossa invenusta är en stekelart som först beskrevs av Fox 1899.  Pararaphidoglossa invenusta ingår i släktet Pararaphidoglossa och familjen Eumenidae. Inga underarter finns listade i Catalogue of Life.